# Metagyndoides
Metagyndoides is een geslacht van hooiwagens uit de familie Gonyleptidae.
De wetenschappelijke naam Metagyndoides is voor het eerst geldig gepubliceerd door Mello-Leitão in 1931. 

## Soorten
Metagyndoides is monotypisch en omvat slechts de volgende soort:
- Metagyndoides granulatus